# Corazón salvaje
Corazón salvaje er en mexicansk tv-serie fra 1993. Hovedrollerne spilles af henholdsvis Edith González (Mónica de Altamira Montero de Alcazar y Valle) og Eduardo Palomo (Juan "del Diablo" Alcázar y Valle/Francisco Alcázar y Valle).